# Zieria chevalieri
Zieria chevalieri é uma espécie de planta da família Rutaceae.
É endémica da Nova Caledónia.